# Heinkel HD 24
Heinkel HD 24 (HD = Heinkel Doppeldecker), var ett tyskt skolflygplan, som konstruerades av Ernst Heinkel. 

## Historik
HD 24 konstruerades inför Deutschen Seeflug-Wettbewerb tävlingarna i Warnemünde 1926. Två prototypflygplan tillverkades för att medverka i tävlingen. Piloten ingenjör Rudolf Spies kom på en tredjeplats med det ena flygplanet medan det andra som flögs av Geisler tvingades bryta efter en hård landning.
Flygplanet var dubbeldäckat där den övre vingen bars upp av två N-formade stöttor från den undre vingen samt två N-formade stöttor från flygplanskroppen. Lärare och flygelev satt i en tandemplacering i två öppna sittbrunnar. Som kraftkälla valdes en 250 hk BMW IV sexcylindrig luftkyld stjärnmotor som drev en tvåbladig propeller. Flygplanet kom senare att förses med andra motoralternativ.
Som landställ användes hjul, skidor eller flottörer.
De två prototypflygplanen samt två nytillverkade flygplan övertogs av Deutsche Verkehrsfliegerschule (DVS) i Warnemünde, där användes flygplanen i den tyska marinens hemliga flygutbildning. Exportorder följde bland annat till Kina. Gunther Plüschow använde en HD 24 vid sina flygningar över Tierra del Fuego i Sydamerika 1928.
Efter Seeflug-Wettbewerb tävlingarna blev Flygvapnet intresserade av flygplanet som ett marint skolflygplan. Efter att kontakter tagits med Ernst Heinkel tillverkades två flygplan med 180 hk Daimler D IIIa motorer, flygplanen som skulle utgöra en förebild för en svensk licenstillverkning levererades under november 1926. Flygplanen kom att benämnas Sk 4 inom Flygvapnet.

## Användning i Sverige
Mellan åren 1926 och 1939 ingick Heinkel HD 24 som skolflygplan i Flygvapnet och benämndes Sk 4.
Efter Heinkel HD 24 blivit uppmärksammat i samband med Deutschen Seeflug-Wettbewerb tävlingarna i Warnemünde 1926 togs kontakt med Heinkel Flugzeugwerke om en eventuell leverans. Eftersom flygvapnet valt en 180 hk Mercedes radmotor som standard för att underlätta underhåll och reparationer ville man att flygplanet skulle konstrueras om för det motoralternativet. Ett köpekontrakt innefattade att två flygplan skulle levereras direkt från Heinkel i Warnemünde för att utgöra förebild för en svensk licenstillverkning vid Svenska Aero upprättades.
I juli 1926 besiktigades de två första flygplanen som var under tillverkningen i Warnemünde. Flygplanen blev färdiga och provflögs i början av november. Efter leverans och slutbesiktning vid andra flygkårens depå, vid örlogsvarvet i Stockholm, godkändes flygplanen den 17 november 1926. 
Tillverkningen av Sk 4 inleddes vid Svenska Aero och de första två flygplanen levererades och godkändes i juli 1927, dessa följdes av ett flygplan i augusti och ett flygplan i september samma år. De två sista flygplanen som tillverkades vid Svenska Aero försågs med den starkare Junkers Jumo L5 eftersom Mercedesmotorerna visade sig ha en dålig kvalitet, dessa levererades och godkändes först i november 1928.

### Motorproblem
De sex flygplanen som levererades med Mercedesmotorer visade sig opålitliga, de drabbades ofta av motorfel och man bytte ut Mercedersmotorn mot Junkersmotorn på tre flygplan. 1931-33 försågs samtliga kvarvarande flygplan (utom Nr 205) med den starkare Pumamotorn och därefter betecknas flygplanet Sk 4B.
Flygplanen var under hela sin tjänsteperiod baserat vid F 2 Hägernäs utom Nr 202 som en kort tid var placerad på F 4 Frösön. Den sista Sk 4B med nummer 202 kasserades och avfördes 8 september 1939 efter att det loggat totalt 622 flygtimmar.

### Varianter
- Sk 4 - 180 hk Mercedes motor, 2 stycken originaltillverkade Heinkel, 4 stycken tillverkade av Svenska Aero.
- Sk 4A - 280 hk Junkers Jumo L5 motor, 2 stycken tillverkade av Svenska Aero.
- Sk 4B - 240 hk AS Puma motor, 4 stycken Sk 4 och Sk 4A där man bytte ut motorerna.

### Sk 4 i Flygvapnet
- Nr 201, levererades från Heinkel november 1926, kasserades februari 1937.
- Nr 202, levererades från Heinkel november 1926, kasserades september 1939.
- Nr 203, levererades från Svenska Aero juli 1927, havererade 12 april 1929, kasserades maj 1929.
- Nr 204, levererades från Svenska Aero juli 1927, havererade 25 januari 1934, kasserades maj 1934.
- Nr 205, levererades från Svenska Aero augusti 1927, kasserades februari 1937.
- Nr 206, levererades från Svenska Aero september 1927, kasserades februari 1937.
- Nr 207, levererades från Svenska Aero november 1928, havererade 14 augusti 1929, kasserades augusti 1929.
- Nr 208, levererades från Svenska Aero november 1928, kasserades februari 1937.